# リトル ノア
『リトル ノア』（LITTLE NOAH）は、Cygamesより配信されていたスマートフォン向けゲームアプリ。2015年2月12日にAndroid版、同年3月4日にiOS版がサービス開始。基本プレイ無料（アイテム課金制）。開始当初はBlaze Gamesより配信されていたが、2016年9月30日より配信元がCygamesへ移行された。
2019年1月17日をもってサービス終了。
2022年6月28日に本作の世界観を継承したゲーム『リトル ノア 楽園の後継者』が配信された。

## 概要
リアルタイムストラテジーである本作は、錬金術師ノアにより創り出された小さな「キャラクター」と呼ばれる兵士たちとともに他の方舟を攻撃し、資源を奪い合うゲームである。ノア自身も錬精術師（アニマ）として自らの姿を変え、直接その戦いに身を投じることもできる。2015年11月20日からは、浜辺美波が出演するテレビCMも放映された。
また、2016年には、英語版である"Battle Champs"の配信が開始された。
アイテム課金型の基本無料ゲームであるが、いわゆるガチャ系システムは非実装としており、課金要素は時間短縮やキャラクター復活などに用いられるアイテムとして採用している。

## ストーリー
錬金術が発展した王国・マナセリスでは、世界一の錬金術師を選ぶ大会「マナセリス・トーナメント」が行われていた。
錬金術師たちは古代兵器「方舟」に乗り、錬金術を用いて"キャラクター"なるもの生み出し、王家に願いをかなえてもらうべく、錬金術を使うのに必要なエネルギー・マナをかけて戦いに臨んでいた。
その大会に参加する14歳の少女・ノアは、錬精術（アニマ）という、特殊な錬金術の使い手・錬精術師だった。
プレイヤーは、彼女の方舟の管理者となり、彼女とともに大会に参加するのであった。

## ゲームシステム
基本的なゲームシステムはクラッシュ・オブ・クランに近い。
バトル
バトルでは自動的に移動して攻撃を行うキャラクターたちを召喚し、敵施設の破壊やボスキャラクターの討伐などステージ目標を達成すればクリアとなる。キャラクターは手持ちから最大6枠までパーティーに編成でき、バトル時はこれにフレンドプレイヤーからのレンタル枠が一つ、ノア自身のためのアニマ枠が一つ加えられる。
バトルはシングルプレイでストーリーが展開される「クエスト」の他にも、曜日別や期間限定で開催されるイベントクエスト、他プレイヤーの方舟に攻め込み資源を奪い合う対人戦、最大30人のプレイヤーが参加可能なレイドボスバトル、4人のプレイヤーによるCOOPバトル、ギルド間で対戦成績を競うギルドバトル、20人でポイントを奪い合うリーグバトルが存在する。ボスバトルでは、キャラクターを誘導するという機能が追加されており、ボスの弱点まで誘導させることもできる。50人まで加入可能なギルドがあり、ギルドに加盟するとレイドボスやCOOPにおいて参加者を募りやすくなるほか、ギルド間で行われるギルドバトルにも参加できる。2016年7月には、1日1回出現する大型ボスを全プレイヤーが協力して倒すユニオンレイドが導入された。
アニマ
ノアが精霊の力を借りて巨大化した姿。非常に強力なキャラクターだが、バトル終了後も受けたダメージが持ち越される。アニマのHPは時間経過によって回復していくが、HPが0になると完全回復するまで出撃不能となってしまう。
属性
一部のキャラクター・施設には火・氷・風のいずれかの属性が割り振られており、それぞれ火＞風＞氷＞火で三すくみの関係となっている。また属性を持たないキャラクター・施設は、全ての属性に対して弱い。
キャラクター育成
キャラクターは基本的にバトルやミッションをクリアした際の報酬としてドロップする。キャラクターは他のキャラクターを経験値素材として合成することでレベルアップができ、能力値の増加やスキル習得等の恩恵を受けられる。強化レベルが最高にまで達するとアイテムを用いてより強力なキャラクターへの進化ができるようになる。また、同じキャラクターを素材として最大投入可能数を上げることもできる。
施設強化

プレイヤーの方舟はバトルで獲得した資源を使って拡充していくことができ、様々な機能が解放されていく。またプレイヤーがログアウト中の方舟は対人戦の攻撃目標となるため、貯蓄した資源を奪われないよう、防衛施設の強化や攻められ辛いレイアウトの構築も課題となる。

## 登場人物
ノア
声 - 竹達彩奈
本作の主人公。14歳の少女。精霊の力を借りる錬精術（アニマ）の使い手で、戦闘時はアニマを用いて自らを様々な姿に変えて戦う。
強がりなところもあるが、自らの作ったキャラクターたちには優しい。
白を基調とした服を身に着け、黒いリボンをし、右目には眼帯で固定したモノクルをかけている。
本作の前日譚である小説『Tale of school days』では、入試で一番の成績をとるものの、弟子入りに苦労し、最終的にはシャロームへ弟子入りしたという経緯が語られた。
剣闘士ノア
ノアがアニマで変化した姿。細身の剣を扱う。眼帯が黒猫に変化している。
白魔術師ノア
ノアがアニマで変化した姿。杖による回復能力をはじめとする後方支援に特化している。眼帯が白い鳥に変化している。
火斧戦士ノア
ノアがアニマで変化した姿。火力が高く、攻撃に特化している。
氷双剣士ノア
ノアがアニマで変化した姿。ノアのアニマの中では移動速度が最も速い。
錬成術士ノア
ノアがアニマで巨大化した姿。着せ替え衣装によって様々な付加効果を得ることが出来る。他のアニマのレベルが一定以上あるとボーナス効果が付き、他のアニマのスキルを付けることが可能（攻撃系は2種類まで）。
風槍術士ノア
ノアがアニマで変化した姿。槍を使った範囲攻撃に特化している。ユニットの攻撃速度を上げたり、壁を超える魔法を使うことが可能。
ノアの方舟
ノアたちの乗り物兼住居である方舟。他の方舟の例にもれず、飛行能力がある。
謎の少年
大昔に使用を禁じられた呪文「禁呪」を操り、巨大なボスキャラクターを召喚してノアの前に度々立ち塞がる黒衣の錬金術師。ノアからは「キザオ」という渾名で呼ばれる。何者かの指示を受けてノアの実力を試しており、リトル家の内情に通じているかのようなそぶりを見せる。

### キャラクター
ラッテ
プレイヤーが最初に使用できるキャラクター。武器はおもちゃの剣。投入可能数が大きい。
剣士ラッテ
ラッテの進化体。片耳が欠けているのが特徴。
ルータス
序盤のクエストにて登場。ネズミの耳と尻尾がついた兵士のような姿をしている。
剣士ルータス
ルータスの進化体。よく素振りをしており、剣さばきの速度はラッテより上である。
正義の剣士ルータス
剣士ルータスの進化体。クリティカル率が特に上昇している。特攻隊長フォーゲルをライバル視している。
ファイアルータス
火属性がついたルータス。火炎攻撃を得意とする。
フレイムルータス
ファイアルータスの進化体。気性が激しく好戦的。
フレアルータス
フレイムルータスの進化体。落ち着いた性格になった。
アイスルータス
氷属性がついたルータス。
フロストルータス
アイスルータスの進化体で、クールな性格の持ち主。
フリーズルータス
フロストルータスの進化体で、ノアに絡むある人物に興味を抱いている。
ウィンドルータス
風属性がついたルータス。
ブラストルータス
ウィンドルータスの進化体で、かわいい物が好きになった。武器も刃が木の葉になった剣・ブラストブレードへと進化した。
ハリケーンルータス
ブラストルータスの進化体で、剣の威力が竜巻を起こせるほどに上がった。
スリング
プレイヤーが最初に使用できるキャラクター。スリングショットを得物とし、壁越しからの攻撃も可能。
射撃兵スリング
スリングの進化体で、進化に伴い頭部に矢じりのような角が生えた。
狙撃隊長スリング
射撃兵スリングの進化体。頭上にラッテが載っているのは、ラッテと合体したという設定によるもの。
ファイアスリング
スリング四兄弟長男。火属性がついており、高熱のパチンコ玉を敵に向けて放つ。好戦的な性格の持ち主。
フレイムスリング
ファイアスリングの進化体。ファイアスリングより射程が上がっている。
アイススリング
スリング四兄弟四男で、兄弟たちの中ではもっともまめな人物。泣いたような顔が特徴。氷属性がついている。
フロストスリング
アイススリングの進化体。パチンコ玉の威力が上がっている。
ウィンドスリング
スリング四兄弟三男。左目が渦巻きになっており、少々とぼけたところがある。風をまとわせたパチンコ玉を飛ばす。
ブラストスリング
ウィンドスリングの進化体。パチンコ玉の威力が上がっている他、頭部の角が扇風機に変化しているのが特徴。
シーフル
プレイヤーが最初に使用できるキャラクターで、イタチのような姿をしている。資源施設への攻撃を得意とする反面、他の施設への攻撃は苦手。
怪盗シーフル
シーフルの進化体。得意分野に対してより強くなった。また、ハンチング帽をかぶっているのも特徴の一つである。
ブラウニー
ヘルメットをかぶったような茶色の巨獣。
硬化ブラウニー
ブラウニーの進化体。毛皮が硬くなり、体力も上がった。
フォーゲル
鎧を身にまとった小鳥のようなキャラクター。召喚地点から相手の拠点まで一直線の進路を取る特性を持つ。
突撃兵フォーゲル
フォーゲルの進化体で、進化前と比べると攻撃力が上がっている。
ガーゴ
小さなガーゴイルのような姿をしたキャラクター。飛行能力を持つ半面、体力は低い。
漆黒のガーゴ
ガーゴの進化体。体力は上がったが、対空施設には弱い。
冥闇のガーゴ
漆黒のガーゴの進化体。攻撃力が大幅に上がっている。
ミサイロ
目玉のついたミサイルのような姿をしたキャラクター。最寄りの壁に突撃して自爆する使い捨てキャラだが、壁への攻撃力は高い。
突貫ミサイロ
ミサイロの進化体で、頭部にドクロの描かれた、黒を基調としたサメのようなデザインになった。強化された壁も破壊できるようになった。
大突撃ミサイロ
突貫ミサイロの進化体で、全体的にメタリックな姿になった。風属性が付加されたため、ふっ飛ばしに強くなり、壁破壊がしやすくなった。
トランパ
四足のロボットのような姿をしたキャラクターで、罠を発動させずに解除する能力を持つ。
道化師トランパ
トランパの進化体。
ドラーク
リザードマンの剣士のようなキャラクターで、酒好き。防御施設に対してダメージボーナスを持つ。
龍騎士ドラーク
ドラークの進化体で、鎧を身にまとっている。
龍騎兵長ドラーク
竜騎兵ドラークの進化体。黄金の髑髏の仮面を被っている。
アーチェ
サイドテールの少女のような姿をしたキャラクターで、得物は弓矢。
狩人アーチェ
アーチェの進化体で、おしゃれ好きでもある。
必中の狩人アーチェ
狩人アーチェの進化体。おしゃれ好きは相変わらずで、本当は女の子らしい服を着たいと思っているが、射撃に支障が出るので我慢している。
フレイムアーチェ
火属性のアーチェ。かわいい物好きで、ファイアスリングのことを気に入っている。
フレアアーチェ
フレイムアーチェの進化体で、おしゃれ好きでもある。
ノヴァアーチェ
フレアアーチェの進化体。火力が上がるといううわさを信じて、赤くて辛い食べ物を食べるようになった。
フロストアーチェ
氷属性のアーチェ。
フリーズアーチェ
フロストアーチェの進化体。武器が強化されており、施設を丸ごと凍らすことができる。また、髪飾りが王冠に変わっている。
ブリザードアーチェ
フリーズアーチェの進化体。威力がより強化されている。恋愛映画好き。
ブラストアーチェ
風属性のアーチェで、気まぐれな人物。
ハリケーンアーチェ
ブラストアーチェの進化体。
サイクロンアーチェ
ハリケーンアーチェの進化体。移動速度が上がっている。
ペングナイト
武器として魚を振り回すペンギンの騎士。ボスへのダメージ倍率ボーナスを持つ。
団長ペングナイト
ペングナイトの進化体。
皇帝ペングナイト
団長ペングナイトの進化体。持っている魚がカジキマグロに変化している。
トレーシー
ミミックを背負った獣人の少女のような姿をしたキャラクター。後ろの宝箱型バッグには隠し手がついており、それを用いて盗みを働く。
冒険家トレーシー
トレーシーの進化体。進化前と比べるとデザインが大きく変わっている。
探究者トレーシー
冒険家トレーシーの進化体。進化前と比べると色合いが変わっている。資源施設への攻撃を優先する。
ブロッカ
壁のようなキャラクター。攻撃力は殆どないが、膨大な体力を持つ。
軍曹ブロッカ
ブロッカの進化体で、チェスのルークのようなシルエットになっている。
将軍ブロッカ
軍曹ブロッカの進化体。よりHPが増え、鉄壁の守りを展開する。
バーサーク
黒い鎧の騎士。
憤怒のバーサーク
バーサークの進化体。怒りの原因は自らの好きなものをとられたから。
激昂のバーサーク
憤怒のバーサークの進化体で、いかつい甲冑を身に着けている。ケーキを取られた恨みにより更に攻撃力が上がった。敵キャラクターとアニマに4倍ダメージ、壁以外の施設に2倍のダメージを与えられる。
ジャンゴ
体格の良いトカゲのような姿をしたキャラクター。
ヘビージャンゴ
ジャンゴの進化体。肌が黒いのは、勢いで焼いてしまったことに由来する。
ハイパージャンゴ
ヘビージャンゴの進化体。小さな羽根が生え、よりダンスの腕に磨きがかかったらしい。
フレイムジャンゴ
火属性のジャンゴ。
フレアジャンゴ
フレイムジャンゴの進化体。持っているハンマーは火山で作られたもの。
ノヴァジャンゴ
フレアジャンゴの進化体。紅蓮のハンマーで施設を破壊する。
フロストジャンゴ
氷属性のジャンゴ。無口。
フリーズジャンゴ
フロストジャンゴの進化系。氷のハンマーを冷静に打ち下ろす。
ブリザードジャンゴ
フリーズジャンゴの進化体。棍棒の氷が更に大きくなっている。
ブラストジャンゴ
風属性のジャンゴで、気まぐれな性格。
ハリケーンジャンゴ
ブラストジャンゴの進化体。得物のハンマーには、風の精が宿っている。
サイクロンジャンゴ
ハリケーンジャンゴの進化体。あたりかまわず棍棒を振り回す困り者。
ボマ
頭頂部にプロペラのついたキャラクター。飛行能力を持ち、目的地に爆弾を落とす。
爆撃機ボマ
ボマの進化体。HPが尽きると、確率で周囲にダメージを与える。
重爆撃機ボマ
爆撃機ボマの進化体。体の周りにトゲトゲが付き、一回り大きくなっている。移動速度がさらに低下したが、それに見合う攻撃力と、HPが尽きた時に必ず周囲にダメージを与えるようになった。
クレリー
回復に長けたキャラクターで、ネズミの耳のついたフードをかぶった少女の姿をしている。
癒しのクレリー
クレリーの進化体。回復時のHP数が大きくなった。
大地のクレリー
癒しのクレリーの進化体。フードの耳が小さな翼に変化している。
戦士ライオネル
ライオンの仔の姿をしたキャラクター。防衛施設の破壊を優先する。
獣王ライオネル
戦士ライオネルの進化体。雄ライオンのようないでたち故怖がられるが、実際は優しい性格。
百獣の王ライオネル
獣王ライオネルがレジェンド化した姿。金髪のたてがみを持つ勇ましい戦士に生まれ変わった。自身が受けるメガトン砲のダメージを軽減する。またHPが50％以下になると巨大化し、移動速度が1.5倍、攻撃力が5倍になるスキル「百獣の雄たけび」を持つ。ただし、回復によってHPが50％以上になると元の大きさに縮んでしまう。
魔女ウィネ
老いた魔女の姿をしたキャラクター。閃光を用いた遠距離攻撃を得意とする。
転生魔女ウィネ
魔女ウィネの進化体。転生の魔法を応用した結果、若返った。
魔法少女ウィネ
転生魔女ウィネがレジェンド化した姿。戦闘中にアイコンをフリックすることで、スキル「魔法障壁」が発動。トラップと旋風砲の吹き飛ばし以外の攻撃を完全無効化するバリアを一定時間生成する。強力な力を得た代わりにユニット数は半分になってしまった。若返りすぎて夜遊びできないことを悔やんでいるようである。
拳闘士キバ
格闘家の姿をしたキャラクター。拳から衝撃波を放つ。クレリーに好意を寄せている。
不屈の拳闘士キバ
拳闘士キバの進化体。髪が金髪になり、攻撃速度がさらに上昇した。
エンジェラ
蝶の羽を背負った金髪の少女の姿をしたキャラクター。飛行能力を持ち、仲間の回復に長けている。
福音のエンジェラ
エンジェラの進化体。回復時のHP数が大きくなった。
守護天使エンジェラ
福音のエンジェラがレジェンド化した姿。戦闘中にアイコンをフリックすると、スキル「鎮魂の息吹」が発動。一定時間、防衛施設の攻撃間隔を遅くすることが出来る。大地のクレリーに引けをとらない回復量を持つヒーラーになった。
女忍ハツメ
かつて滅んだとされる忍びの子孫で、額に2本の角が生えている。壁を飛び越えることができ、防衛施設の破壊を優先する。
紅眼の女忍ハツメ
女忍ハツメの進化体。紅眼と化した結果、全体的なステータスが向上している。また、髪が白くなり、角は赤く染まった。
紅眼鬼神の女忍ハツメ
赤眼の女忍ハツメがレジェンド化した姿。戦闘中にアイコンをフリックすることで、スキル「忍法 おぼろうつし」が発動。攻撃力を持つ自分の分身を一定時間生み出し、防衛施設から狙われなくなる。また、進化前同様に壁を超えることも可能。
魔法使いマロ
ロリータファッションに身を包んだ少女の姿をしたキャラクター。敵キャラクターおよびアニマの攻撃を優先し、持っている傘を用いた範囲攻撃で複数のキャラクターをまとめて殲滅できる。カエル好きであり、いつもカエルをかかえている。また、頭から角が小さく飛び出しており、尻尾も生えている。
大魔法使いマロ
魔法使いマロの進化体で、傘の色が変わっているほか、左目が赤くなっている。魔法が強化されている。
大魔導士マロ
大魔法使いマロがレジェンド化した姿。傘とカエルの色が変わり、飛行能力が追加された。髪の毛も紫色に変化。対空砲台へ3倍のダメージを与え、対空砲台からのダメージを軽減するスキル「エアエンハンス」を持つ。「エアエンハンス」は最大で8割までダメージカットが可能であり、空中戦略に特化した性能をしている。
聖騎士ヒルデ
大きな聖剣を携えた女性の姿をしたキャラクター。野菜が嫌い。
聖光の戦姫ヒルデ
聖騎士ヒルデがレジェンド化した姿。旋風砲ならびに吹き飛ばし効果を持つ攻撃を完全無効化し、クリティカル攻撃時に与えたダメージの2倍量HPを回復させるスキル「戦姫の守護」を持つ。相変わらず野菜嫌いは克服できていない。
クマリン
青いテディベアの姿をしたキャラクター。壁に接近して自爆攻撃を行う使い捨てキャラ。ミサイロと比較して移動速度が遅い代わりに体力が高く、迎撃されにくい。
四足歩行クマリン
クマリンの進化体で、黄色いキリンのぬいぐるみの姿になっている。スキル名であるゲキリンは、逆鱗とキリンの言葉遊びになっている。
花柄大型クマリン
キリンからゾウに進化したクマリン。爆発までかなり時間がかかる代わりに、パワーと範囲が桁違いに上昇した。スキル名であるウゾウムゾウは、有象無象とゾウの言葉遊びになっている。
からくり兵ウォーティ
脚部が一輪車になっている古代のお掃除ロボで、両肩に設置されたホースからの放水による遠距離攻撃が得意。バージョンアップで射程が伸びた。
蒼の守護兵ウォーティ
からくり兵ウォーティの進化体で、ホースの数が増えている。バージョンアップでさらに射程が伸び、施設によっては完全に範囲外から壊すことも可能になった。
マルテロ
トンカチを持った中年男性のような姿をしたキャラクターで、対空施設の破壊を優先する。
解体屋マルテロ
マルテロの進化体で、トンカチがモルゲンステルンに変わっている。
風の槍使いロン
風の槍を構え、颯爽と敵陣に切り込んでいくユニット。リーチが少し長いことが特徴。
疾風の槍術士ロン
風の槍使いロンの進化体。もともと早かった移動速度がさらに上がった。ある時助けたエンジェラに貰った四葉の髪飾りを大切にしている。
チュロス
人型木製機動兵器兼住居に住まう人間の姿をしたキャラクターで、防衛施設の破壊を優先する。遠距離から範囲攻撃ができるが、移動速度が遅いのが難点。
砲撃兵チュロス
チュロスの進化体で、煉瓦製の機動兵器兼住居になった。
レトン
罠解除に長けたキャラクターで、人型ロボットのような姿をしている。役割を同じくするトランパを先輩として慕っている。
機工兵レトン
レトンの進化体で、アームとドリルの数が増えた。
女戦士フレイヤ
兎のような耳をした少女の姿をしたキャラクターで、鉄球を振り回して戦う。鉄球の回転攻撃は範囲攻撃判定があり、複数の敵にダメージを与えられる。
破壊の女神フレイヤ
女戦士フレイヤの進化体。耳が大きくなり、モーニングスターを振り回して戦う。
鉄球の女神フレイヤ
破壊の女神フレイヤのレジェンド化した姿。味方がバフスキルを使用した際、その効果を上昇させるスキル「秘伝・兎心昇華」を持つ。どの強化スキルを使ったかによって、フレイヤ自身にかかる上昇効果も変わってくる。耳につけた宝石は、一族に伝わるものらしい。
炎の銃士ジャイロ
ポンチョを着たカウボーイの姿をしたキャラクター。ワイルドジャイロの異名を持つ。空中の敵キャラクターに対してダメージボーナスを持ち、優先して攻撃する。
紅蓮の銃士ジャイロ
炎の銃士ジャイロの進化体。
鋼のキング
鎧を着た人間の姿をしたキャラクター。イベントクエストに登場した禁呪の使い手キングがモデル。中身はなかなか出てこないが、女性ではないかという設定がある。HPと攻撃力が高く、壁に対するダメージボーナスを持っているため使用率が非常に高かった。
金剛不壊のキング
鋼のキングの進化体。
飛龍ワイバーン
いかつい竜の姿をしたキャラクター。ちょい悪を気取っているが、小さくてかわいい物が好きという一面を持つ。
天空の覇者ワイバーン
飛龍ワイバーンの進化体。性格は変わっていない。
天空の王者ワイバーン
天空の覇者ワイバーンがレジェンド化した姿。周囲の「飛龍ワイバーン」「天空の覇者ワイバーン」を自身に追従させるスキル「龍の軍勢」を持ち、対空攻撃を受け止める盾として機能する。
剣のクイーン
白い鎧を身にまとったキャラクターで、遠距離からの二段攻撃を用いて防衛施設を優先して破壊する。イベントクエストに登場した禁呪の使い手クイーンがモデル。キング同様中身が見えないが、わがままなお嬢様ではないかという設定がある。
明鏡止水のクイーン
剣のクイーンの進化体。攻撃力が向上して使いやすくなった。
音速のジャック
白フードで顔を隠し、紫に輝く2本の剣を持つキャラクター。イベントクエストに登場した禁呪の使い手ジャックがモデル。罠に向かって移動し、起動させる性質を持つ一方、閃光地雷の発動中も動くことが可能な唯一のキャラクターでもある。キングを慕っている。
電光石火のジャック
音速のジャックの進化体。フードが紫色になった。ユニット数も最大30体まで増えている。
天女アマリー
風を起こす力を持つキャラクター。吹き飛ばし効果のある旋風で、空の敵に4倍のダメージを与える。旋風は範囲攻撃判定があり、一部のキャラクターを延々吹き飛ばして完封できる。人助けと天むすが好き。
風光の天女アマリー
天女アマリーの進化体。
フレアドラゴン
炎属性のブレスを吐く小さなドラゴン。飛行能力はない。
ノヴァドラゴン
フレアドラゴンの進化体。ブレスの威力は上がったが、飛行能力はない。
貴公子ディーノ
美男子の姿をしたキャラクターで、空中移動を得意とする。マロの事を気に入っている。ペングナイトとは、紳士道について意見が分かれている。
吸血の貴公子ディーノ
貴公子ディーノの進化体で、吸血鬼のような姿に変化している。魅惑のボディーもマロには効かないらしい。また、紳士道について対立していたペングナイトとは和解した。
フリーズドラゴン
相手の動きを鈍らせる氷属性のブレスを吐く小さなドラゴン。みんなと仲良くなりたいが、氷のブレスのせいで寒い思いをさせている事を気にしている。
ブリザードドラゴン
フリーズドラゴンの進化体。ブレスの制御が上手にできたことで、みんなと仲良く遊べるようになった。
ハリケーンドラゴン
サイクロンドラゴン
竜剣シーザー
かつて3匹の竜とともに戦争を勝ち抜いたドラゴネス帝国の英雄。ユニット数が1体だけである代わりに、アニマ並の体力と全状態異常への耐性を持つ。
竜剣の覇王シーザー
竜剣シーザーがレジェンド化したキャラクター。一定時間周囲の味方を強化するスキル「ドラグーンブースト」を持つ。
紅刃のトモエ
日本髪を結った二刀流の女剣士の姿をしたキャラクター。火属性をもつ。
紅刃乱舞のトモエ
紅刃のトモエの進化体。
シュラ
鎧武者のような姿をしたキャラクター。刀から風を出して直線範囲を攻撃できる。壁へのダメージボーナスも持っており、壁越しに施設を攻撃しつつ壁を破壊できる。
剣豪シュラ
シュラの進化体。
水精マリン
水属性のキャラクター。敵キャラクターの移動速度を低下させる効果を持つ範囲攻撃ができる。
水女神マリン
水精マリンの進化体。髪色が青くなった。
自走砲ヴァルト
一つ目をしたキャラクターで、防衛施設の攻撃に特化している。
死視の自走砲ヴァルト
自走砲ヴァルトの進化体。
魅惑のハーピィ
両腕が鳥の翼になった美少女の姿をしたキャラクター。
小悪魔ハーピィ
魅惑のハーピィの進化体。髪が金髪に変わり、小悪魔さも増した。
魔性のハーピィ
小悪魔ハーピィがレジェンド化した姿。自身のHPが尽きると複数のミニハーピィを出現させるスキル「メタモルフォーゼ」を持つ。一匹につき最大6匹出現するため、出現位置によっては施設を一網打尽にできる。トレーシーからベレー帽が似合うと言われ、自分のワンポイントにしている。
ゴルヴァン
ユニオンレイドのドロップ報酬であるキャラクター。ヒルデが複数体投入されているときは攻撃力と移動速度が上昇する。ヒルデとは旧知の仲らしい。
豪騎士ゴルヴァン
ゴルヴァンの進化体。闘牛のような角を生やし、盾の文様は太陽にのように輝いている。

### 期間限定キャラクター
チェリィ
帽子をかぶった少女の姿をしたキャラクターで、弓矢を得物とする。得物を同じくするアーチェに弓矢の技術を教わり、彼女にあこがれている。
妖精チェリィ
チェリィの進化体で、花をモチーフとした衣装を身に着ける。アーチェを超えようと努力している。
ウィンドチェリィ
風属性のチェリィ。
ブラストチェリィ
ウィンドチェリィの進化体で、帽子の先が房に変わった。ハリケーンアーチェとは親しい。
ハロウィンアーチェ
ハロウィン限定キャラクター。
アイスチェリィ
雪の結晶から作成可能なキャラクター。フロストアーチェと雪合戦するのが大好き。
フロストチェリィ
アイスチェリィの進化体。弓の腕前が少し上がったようで、かまくらをフリーズアーチェと作るのが好きらしい。
サンタハツメ
クリスマス限定キャラクター。普段着ない衣装を身にまとい戦場を掛ける。普通のハツメと比べてHPが高いことが特徴。
ショコラエンジェラ
バレンタイン限定キャラ。回復時にハートの光を放つ。
水辺のマロ
夏イベント「深き森と孤独のペング」限定キャラ。セーラー服風の水着を纏った大魔法使いマロで、空中移動かつ氷属性を持つ。
海のキバ
夏イベント「深き森と孤独のペング」限定キャラ。サーファーのような装いの拳闘士キバ。氷属性を持ち、クレリーが戦闘に投入されていると能力が上がる。

### コラボキャラ
ビィ
冒険の導き手ビィ
『グランブルーファンタジー』とのコラボイベントで登場したキャラクター。
錬金術士ソフィー
デキる錬金術士ソフィー
『ソフィーのアトリエ 〜不思議な本の錬金術士〜』とのコラボイベントで登場したキャラクター。
イデア・リー
空挺騎士団イデア・リー
『BRAVELY ARCHIVE D’s report』とのコラボイベントで登場したキャラクター。
リングアベル
愛の放浪者リングアベル
『BRAVELY ARCHIVE D’s report』とのコラボイベントで登場したキャラクター。

### ボス
鉄巨人
紫の甲冑の巨人のボス。正体は甲冑に身を包んだウミウシ。弱点が破壊されるとウミウシが丸裸になる。
真打・鉄巨人
メイズリーパー
ヴァルカン
ケツァルコアトル
ファランクス
ウォーティの描かれた盾を持つボスキャラクター。
アビスリーパー
ネクロフォビア
アッシュヴァルカン
ファフニール
ニーズヘッグ
ヨルムンガンド
ver2.2で実装されたイベント「Dragon'sRoar　【Episode3】嵐碧竜の覚醒」 にて登場した古代竜。
氷結鉄巨人
ラフレシア
巨大な植物。『BRAVELY ARCHIVE D's report』とのコラボイベントではノアを一時追い詰めた。
アヴァロン
とある遺跡で発見された古代の防衛装置。中には「オシロガード」と呼ばれる一族が入っていて、アヴァロンを操作して攻撃してくる。8つの弱点を全て破壊すると、中から「オシロガード」が出てきて気絶し、撃破すると空の彼方へと飛んで行く。
サラマンダー
ver2.6で実装されたイベント「復讐の業火！蛇炎王降臨」にて登場したボス。

キングペング
2016年7月19日から8月2日までの期間限定イベント「深き森と孤独のペング」のボスキャラクター。ペングナイトの突然変異体。

### 『リトル ノアTale of school days』を初出とする登場人物
ダイアン・リトル
ノアの父。禁呪を使用したとされる罪で、ノアがまだ幼い頃に王国に逮捕された。ノアはそれを機に、父の無実の罪を晴らすため錬金術を本格的に学ぶこととなる。
シャローム・メイガス
錬精学院時代のノア・エルシャ・マシロの担当教官で、弟子たちを全員落第させてきたことから“皆殺しのシャローム”の異名を持つ。幼い見た目をしているが大人。
エルシャ・ミラージュ
ノアの学友である嬢様気質な少女で、ノアより4か月年上である。ニケアノス精錬学院には、ノアに次ぐ史上2番目の若さで入学した。
ノアをライバル視する一方、世話焼きで親切なところもある。
マシロ・オンネコ
普段無口で無表情なノアの学友。北方の国出身で雪のように白い少女。
タニス・フォートレス
マナセリス王国の錬金術師による団体コングレスの一員。審査官としてニケアノス精錬学院に派遣される。

## 用語
方舟
錬金術師たちが操作する船。コアシンボルと呼ばれる錬金導力機関で動いている。

## 開発
BlazeGamesの代表取締役である岡田佑次はファミ通Appとのインタビューの中で、「吉田明彦が描くかわいらしくも質の高い絵を用いて、日本人に受け入れられるような、スマートフォン向けのリアルタイムストラテジーを制作したいという思いから本作の開発が始まったが、開発が進む間に他社から『モンスターストライク』や『白猫プロジェクト』といったマルチプレイ対応作品が次々と発表されているのを見て日本では皆で遊ぶという意識が強いことを再認識させられ、対戦などの要素を追加した」と開発の経緯について振り返っている。
本作の初期案の世界観は今よりも暗く、ノアもこの時点では登場していなかった。
また、本作の機能の一つである4人同時協力プレイは開発途中から搭載することになった。開発スタッフは4人のプレイヤーが扱うキャラクターの動きを同期させるのに苦労しており、スタッフ4人で徹夜してプレイして改善点を見つけ出しては修正するという作業の繰り返しだった。

### ビジュアル
本作のキャラクターデザインは『タクティクスオウガ』や『ファイナルファンタジーXII』の吉田明彦が手掛けた。
本作は対戦を主体としたゲームであることから、キャラクターのデザインはおもちゃや童話の世界をイメージしたかわいらしいものとなっている。
ノアが召喚するキャラクターの命名は、キャラクターの生みの親であるノアが行ったという設定である。
主人公であるノアはビジュアル展開のためにメインキャラクターが必要ということで開発の中盤で生み出された。この時点におけるノアは召喚や補助魔法を行うサポートキャラクターという位置づけだっただったが、それだとありきたりになってしまうため、少しひねったキャラクター付けが施され、吉田のアイデアによりノアが巨大化して施設を荒らしまわるという役割が追加された。

本作はステージとなる方舟を斜めから見るという構図をとっており普通のモーションではキャラクターの顔が見えにくいため、顔をやや見上げながらも少々のけぞったようなモーションが採用された。
また、プレイヤーが最初に戦う巨大ボスである鉄巨人は、元々『グランブルーファンタジー』の鉄巨人の没デザインから頭をとったものが基になっている。
開発当初の解像度は現在配信されているものよりも1段階高かったものの、端末の許容量を超えてしまったため下げざるを得なかった。
このため、デザインに2か月かかり、デザインを基にしたモデル制作には1か月半かかり、さらにその後微調整を重ねた結果、総合して半年以上も費やす結果となった。

## メディアミックス

### 小説
本作を原作とする小説『リトル ノアTale of school days』が、2016年2月10日にカドカワBOOKSから発売された。ノベライズは岩佐まもるが手掛け、吉田明彦が挿絵を担当した。pixivノベルズでは『Tale of school days』のプロローグと第一章が無料で公開された。